# Electronic Intifada

The Electronic Intifada (EI) est une publication en ligne basée à Chicago qui couvre le conflit israélo-palestinien. Elle se décrit comme une organisation à but non lucratif, indépendante et offrant une perspective palestinienne.
EI a été fondé en février 2001 par Ali Abunimah (en), citoyen américain d’origine palestinienne ; Arjan El Fassed (nl), militant des droits de l’homme basé aux Pays-Bas ; Laurie King, anthropologue et ancienne coordinatrice de la Campagne internationale pour la justice pour les victimes du massacre de Sabra et Chatila et rédactrice en chef du Journal of Palestine Studies (en) à Washington ; et Nigel Parry, actuellement consultant Internet éclectique, écrivain et musicien basé à Pittsburgh.
En avril 2008, The Electronic Intifada a publié un article contenant des courriels échangés entre des membres du Committee for Accuracy in Middle East Reporting in America (CAMERA). Le but déclaré du groupe était d'« aider à empêcher que les articles liés à Israël sur Wikipédia ne soient entachés par des éditeurs anti-israéliens,, ». Cinq éditeurs de Wikipédia impliqués dans la campagne de CAMERA ont été sanctionnés par des administrateurs de Wikipédia, qui ont déclaré que la nature ouverte du projet « est fondamentalement incompatible avec la création d’un groupe privé destiné à coordonner secrètement des modifications entre individus partageant les mêmes idées idéologiques. »
Selon leur site web, The Electronic Intifada est principalement financé par ses lecteurs, avec des fonds supplémentaires provenant de fondations privées. Elle ne reçoit aucun financement de la part de gouvernements ou de partis politiques. En 2010, elle a reçu 130 000 USD en dons de particuliers et 83 000 USD de fondations privées.

## Réception
Daoud Kuttab (en) a décrit EI comme un site web pro-palestinien et faisant partie des nouveaux médias dans le monde arabe.
Selon Foreign Policy, EI était un site encourageant l’activisme médiatique et faisait partie du camp pro-palestinien sur le front numérique du conflit au Moyen-Orient, en opposition au groupe de soutien à Israël.
Hannah Brown du The Jerusalem Post a décrit en 2002 EI comme « l’un des sites les plus élaborés » offrant « une perspective palestinienne de l’actualité ». Selon elle, EI est un site « très professionnel, convivial et bien rédigé ». À cette époque, il incluait des photographies « comme celle d’un petit garçon palestinien isolé lançant une pierre vers un char israélien ».
Le journaliste politique Alexander Cockburn a déclaré dans The Nation en 2000 : « il existe un certain nombre de sources d’information excellentes pour ceux qui recherchent une couverture non biaisée », qualifiant The Electronic Intifada et le Middle East Research and Information Project de « fiables ».
Le NRC Handelsblad, grand quotidien néerlandais, a recommandé The Electronic Intifada à ses lecteurs en 2006, au plus fort de la guerre au Liban. Le NRC a écrit : « The Electronic Intifada (EI), un site d’information en anglais, rapporte depuis une perspective palestinienne, mais aussi impartialement que possible. EI est souvent plus rapide que les médias traditionnels ».